# In Game Advertising

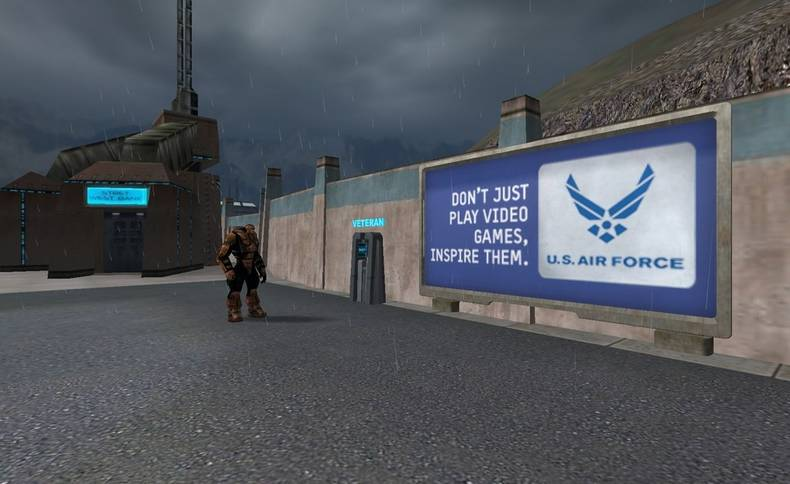
In Game Advertising

In Game Advertising é colocar a  propaganda tradicional do mundo real no mundo virtual, usando faixas, pôsteres, spots de rádio e outdoors.
São usualmente utilizadas em jogos de Esporte, inserindo marcas conhecidas no ambiente dos jogos. Porém, já foi utilizada em outros jogos de ambiente aberto, como GTA e Need For Speed Underground